# Serchhip (stad)
Serchhip is een census town in het district Serchhip van de Indiase staat Mizoram. 

## Demografie
Volgens de Indiase volkstelling van 2001 wonen er 18.185 mensen in Serchhip, waarvan 53% mannelijk en 47% vrouwelijk is. De plaats heeft een alfabetiseringsgraad van 80%. 